# 烏沙克

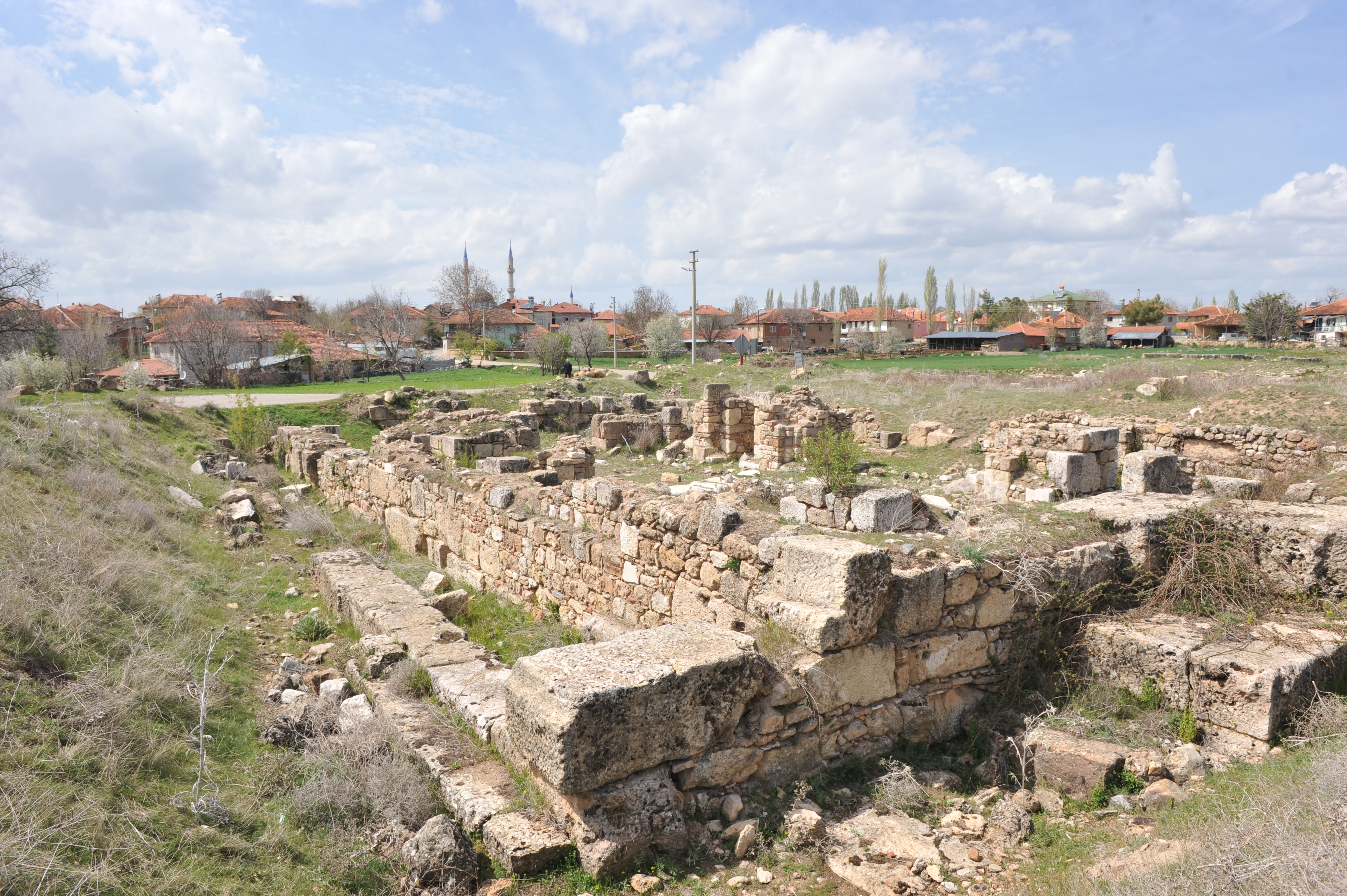
烏沙克一景

烏沙克是土耳其的城市，也是烏沙克省的首府，位於該國西部，海拔高度890米，受地中海氣候影響，每年平均降雨量539毫米，2010年人口180,414。